# Document essentiel

## Définition d’un document essentiel
Les documents essentiels sont les archives « qui permettent la continuité ou le rétablissement des opérations, des droits et des obligations durant ou après une période de crise et dont la disparition, d'une façon générale et quelle qu'en soit la cause, aurait des conséquences graves et irréparables pour une organisation. »
Pour identifier si un document est essentiel ou non, on peut se poser les questions suivantes :
- La disparition de ce document empêchera-t-elle l’organisation de fonctionner?
- L’information contenue dans le document peut-elle être reconstituée?
- L’information inscrite dans le document a-t-elle un caractère permanent?

## Outils assurant la préservation des documents essentiels
Dans le but d’assurer la protection des documents essentiels d’une organisation, il convient de mettre sur pied les deux outils suivants : une Politique de protection des documents essentiels comprenant l’identification des documents essentiels détenus, ainsi qu’un Plan des mesures d’urgence afin d’avoir sous la main un plan d’action clair lors de situations d’urgence,.

### La politique de protection des documents essentiels
Une politique de protection des documents essentiels permet de se prémunir des catastrophes. En identifiant au préalable les documents essentiels, on peut, lorsque se produit un événement grave, les protéger, voire les sauver, et être en mesure de continuer ou de reprendre rapidement ses activités. 
Les documents essentiels doivent être spécialement recensés dans le calendrier de conservation.
La non-identification des documents essentiels peut être fatale pour une organisation qui devient à la merci des événements. La protection des informations contenues dans les documents essentiels permet de préserver un capital nécessaire à la survie de l’organisme en cas de crise.
- La politique contiendra au minimum les éléments suivants[4]:
- Une introduction détaillant l’objectif de la politique
- Une définition de ce qu’est un document essentiel
- Les critères de sélection menant à l’identification des documents essentiels (obligations de l’organisme)
- L’identification des documents essentiels (inventaire)
- L’identification des situations d’urgence possibles
- L’identification des moyens de protection

#### Identification des documents essentiels (inventaire)
Afin d’identifier les documents essentiels détenus par une organisation, il convient d’identifier les opérations, droits et obligations à maintenir ou à rétablir en priorité dans le cas d’un désastre.
La liste suivante permet également de déterminer quelques documents susceptibles d’être essentiels (liste non exhaustive et non définitive, chaque organisme aura ses propres documents essentiels en fonction de ses activités),:
- Archives permanentes ou historiques
- Brevets
- Certificats de placement
- Chartes et lettres patentes
- Comptes à payer
- Comptes à recevoir
- Contrats, conventions et ententes
- Dossiers de clients (étudiants, patients, bénéficiaires, entreprises)
- Dossiers des employés
- États financiers (état des revenus et dépenses, états des profits et pertes, bilans financiers)
- Fabrication (procédés et recettes)
- Marque de commerce
- Permis et licences
- Plans originaux
- Polices d’assurance
- Politiques, règlements et directives
- Procès-verbaux (comités exécutifs, conseil d’administration)
- Registre des actionnaires et actions
- Registre des obligations
- Registres et livres comptables
- Sceau de l’entreprise
- Titres de propriété
- Vérification comptable

##### Identification des situations d’urgence
Il existe deux types de situations susceptibles de plonger une organisation en situation de crise. Les situations découlant d’une cause humaine ou d’une cause naturelle.
Causes humaines :
- Actes de guerre

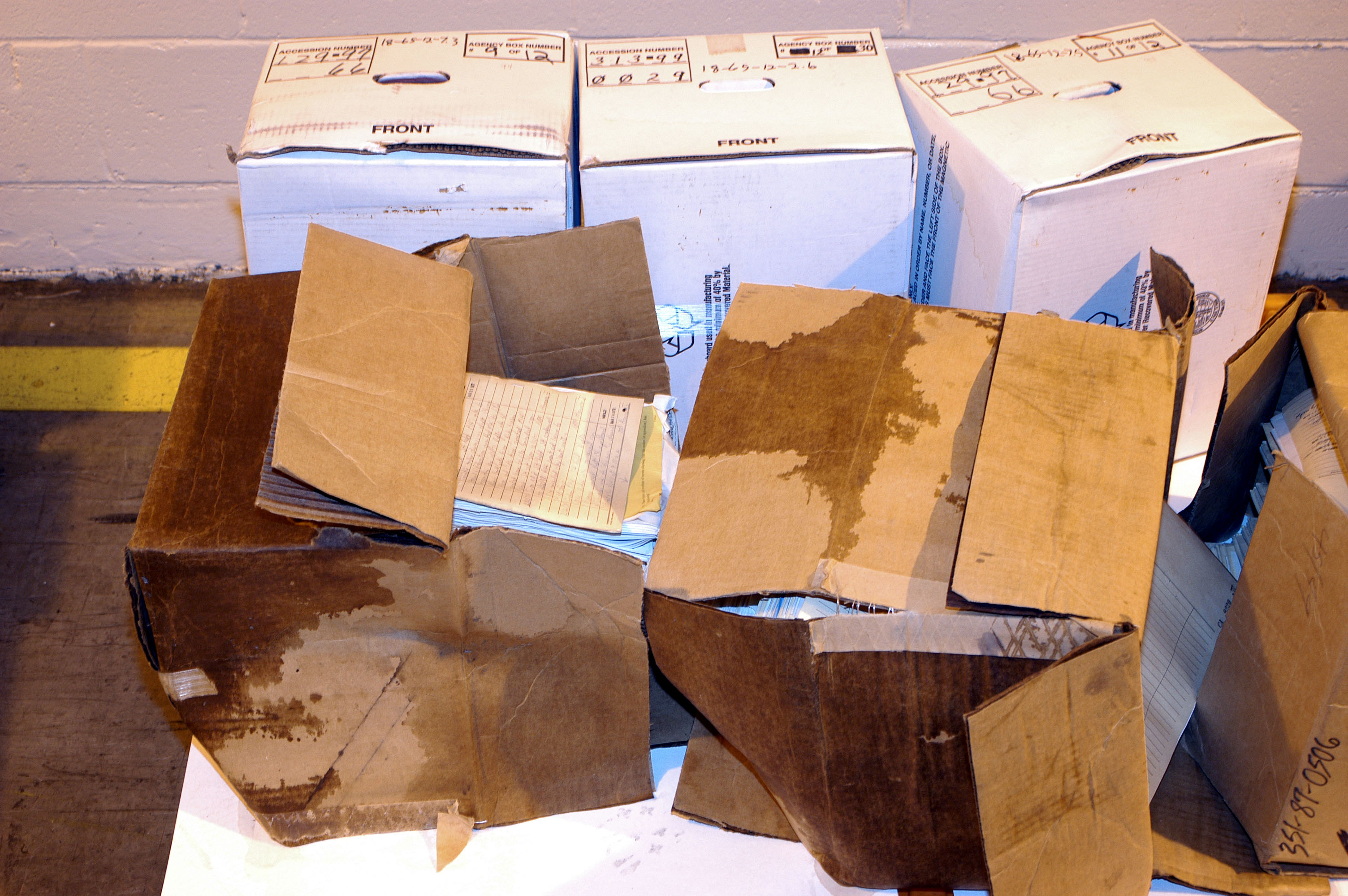
Documents et archives endommagées par l'eau à Suitland.

- Défaillance des œuvres humaines (par exemple : rupture d’une infrastructure humaine (barrage, conduite d’eau, conduite de gaz, etc.), défaillance de la structure d’un bâtiment ou défaillance de nature informatique ou technologique)

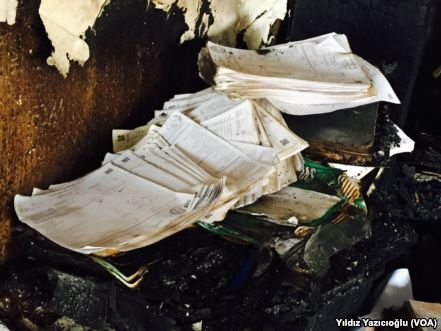
Documents endommagés par le feu à la suite des attaques de manifestants nationalistes au quartier général du Parti démocratique des peuples en Turquie.

- Espionnage, sabotage, vol
- Grève
- Vandalisme

Causes naturelles :
- Éruption volcanique
- Foudre
- Inondation
- Ouragan
- Raz-de-marée
- Tornade
- Tremblement de terre
- Typhon

##### Identification des moyens de protection
Voici trois moyens de protection des documents essentiels couramment utilisés :
L’entreposage des documents essentiels sur place
Les documents essentiels sont entreposés au sein de l’organisme. Dans cette situation, on met en place certaines mesures pour assurer leur protection tel que des espaces sécurisés à accès restreints (voûtes physiques et/ou serveurs sécurisés), des classeurs ignifuges, des coffres-forts, etc. Les locaux contenant des documents essentiels doivent être à accès contrôlé (par exemple, surveillance par caméra, utilisation de clé codée, d’une carte d’accès, etc.)
L’entreposage des documents à l’externe
Les documents essentiels sont entreposés à l’externe. Cette technique, aussi appelée « dispersion » est une méthode efficace qui assure une bonne protection. Le document essentiel (ou son double) est conservé dans un autre édifice que celui de l’organisme. Pour assurer une bonne protection, les documents doivent être assez loin, par exemple une autre ville, mais assez près pour pouvoir y accéder rapidement.
Par duplication et/ou reproduction
Une stratégie de protection peu dispendieuse et prouvée efficace est la duplication. Elle consiste à déterminer une méthode de reproduction des documents, tels que la photocopie, la photographie ou la numérisation. Elle permet de détenir une version alternative dans les cas où la version originale du document essentiel serait irrécupérable (illisible ou détruite).

### Le plan des mesures d’urgence
Un plan de mesures d’urgence est un outil complémentaire à la politique de protection des documents essentiels.
C’est un document terrain, donc beaucoup plus pratique que la politique de protection des documents essentiels, et qui identifie ,:
- Qui sont les différents intervenants et quelles sont leurs principales responsabilités (par exemple, le coordonnateur des interventions, le responsable des mesures d’urgence, le responsable des services nécessaires en cas de sinistre ou le responsable des documents).
- Comment se fait la coordination des interventions ainsi que le séquencement des alertes.
- Quelles sont les différentes interventions sur les documents essentiels (par exemple, le repérage, le transport, le sauvetage des différents supports endommagés par l’eau, etc.
- Comment se passe le rétablissement de la situation et le retour à la normale des opérations.

Idéalement, on y joint également un plan des locaux et la liste d’inventaire des documents essentiels répertoriés dans l’organisme.